# Папротно (Мазовецьке воєводство)
Папротно (пол. Paprotno) — село в Польщі, у гміні Висьмежиці Білобжезького повіту Мазовецького воєводства.
Населення — 138 осіб (2011).
У 1975-1998 роках село належало до Радомського воєводства.

## Демографія
Демографічна структура станом на 31 березня 2011 року:
|          | Загалом | Допрацездатний вік | Працездатний вік | Постпрацездатний вік |
| -------- | ------- | ------------------ | ---------------- | -------------------- |
| Чоловіки | 68      | 13                 | 45               | 10                   |
| Жінки    | 70      | 19                 | 34               | 17                   |
| Разом    | 138     | 32                 | 79               | 27                   |